# 傑米·布里格斯

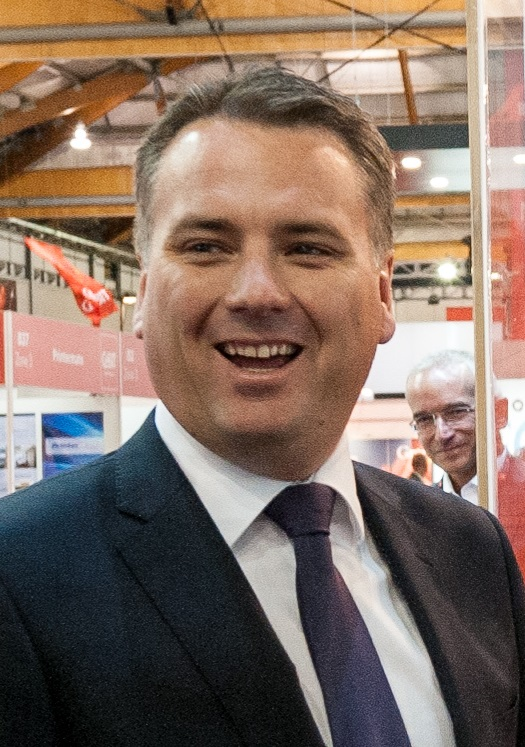

傑米·布瑞格斯（Jamie Briggs，1977年6月9日—）是一位澳洲政治人物，他的黨籍是澳洲自由黨。自2008年至2016年，他是梅約選區選出的澳大利亞眾議院的議員。他曾經擔任澳洲城市及建築環境部部長。